# Redută

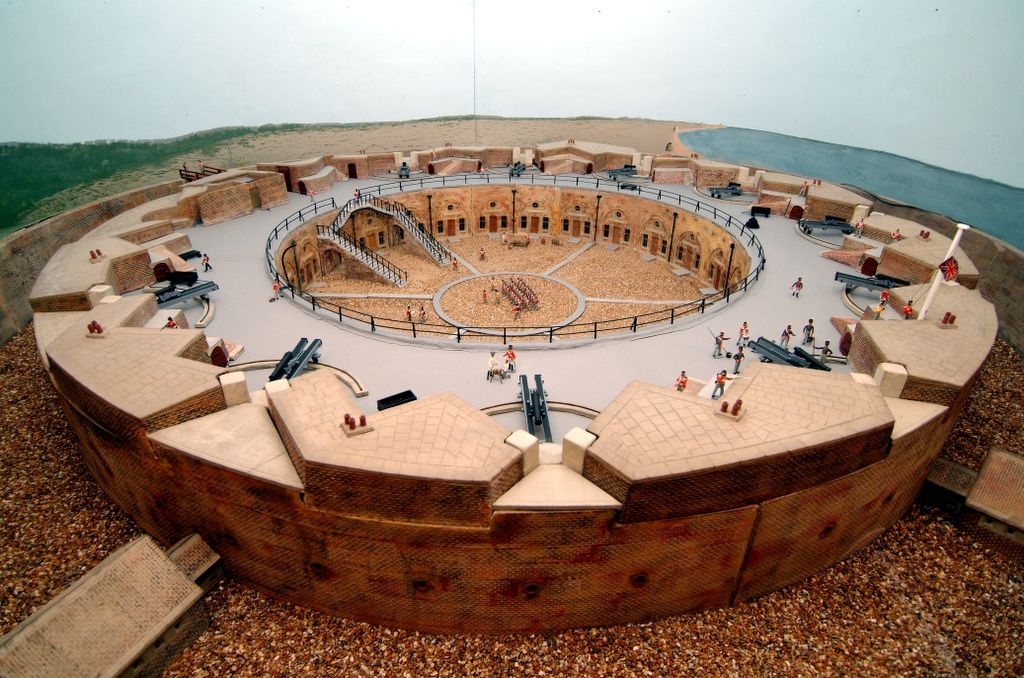
Reduta Eastbourne (model)

Redută (de la cuvântul francez redoute, azil) este o fortificație de tip închis, de obicei (dar nu neapărat) din pământ, cu metereze și șanțuri, toate concepute pentru apărare în perimetru.
Reduta este construită de obicei în formă de patrulater, cu toate că există și redute pentagonale sau hexagonale. De obicei are o lungime ce variază de la 35 - 145 metri, în funcție de mărimea garnizoanei, și poate adăposti un număr de la 200 la 800 de soldați. Reduta constă dintr-un șanț exterior, un meterez conceput pentru trăgători și artilerie, precum și un zid interior pentru protecția apărătorilor. Intrarea redutei are o lățime de aproximativ 4,3 m și este amenajată în partea din spate. 
Redutele sunt cunoscute din secolul al XVI-lea, însă au început să fie utilizate la scară largă de prin secolele XVII - XIX, ca bastioane. Și-au pierdut valoarea la începutul Primului Război Mondial ca urmare a vulnerabilității mari în fața focului de artilerie.